# Rolando Steiner
Rolando Steiner dramaturgo nicaragüense nacido en Managua en 1936 y muerto en esta misma ciudad en 1987. Se considera uno de los autores más destacados de la literatura centroamericana.
Hijo de la poeta María Teresa Sánchez. En su obra hay una gran infulencia del teatro culto europeo, desde los clásicos griegos hasta Beckett y Ionesco, así como del psicoanálisis, el surrealismo, el existencialismo y el absurdismo.

## Obras
- Antígona en el infierno (1958)
- Judit (1959)
- Un drama corriente (1960)
- La pasión de Helena (1962)
- La puerta (1964)
- La mujer deshabitada (1975)
- La Agonía del poeta (1977)
- Estado de culpa (1977)
- La noche de Wiwití (1982)
- La historia de Bruce (1983)
- La paz en la sombra (1984)